# Richtstätte bei Ohrensen
Die Richtstätte bei Ohrensen war ein künstlich aufgeschütteter Hügel zwischen Ohrensen und Harsefeld. Er wurde für die Hinrichtung der als Giftmörderin verurteilten Anna Marlena Princk, auch Anna Marlene Prink, am 31. Oktober 1842 angelegt und später eingeebnet. Ihr Grab an der Richtstätte wurde 2020 archäologisch erforscht.

## Person
Anna Marlena wurde 1800 geboren und fand im Alter von 17 Jahren eine Anstellung als Magd in Elstorf. Der 14 Jahre ältere Knecht Hans Princk stellte ihr nach und vergewaltigte sie. Ihr Vater zwang sie zur Ehe mit Hans Princk. Zwei Jahre lebte das Paar in ihrem Elternhaus und fand dann Arbeit auf Gut Brillenburg in Buxtehude, wo sie als Haushälterin und er als Knecht beschäftigt war. Sie lebte 10 Jahre auf dem Gut und soll mit dem Gutsbesitzer ein Verhältnis gehabt haben. Nachdem der Gutsbesitzer plötzlich verstorben war, wurde ihr das Gut übertragen. Ein neu eingestellter 23-jähriger Knecht wurde bald zu ihrem Liebhaber. Sie fuhr mit ihm nach Hamburg und kaufte zwei Krüge mit sogenannter Mäusebutter. Dies war ein mit Arsenik versetztes Schmalz, das als Ratten- und Mäusegift Verwendung fand. Am 15. Juni 1839 schmierte sie ihrem Ehemann ein Brot mit dem Mittel, der daran starb. Da schnell der Verdacht auf einen nicht natürlichen Tod von Hans Princk aufkam, leitete der Vogt des Amtes Harsefeld Ermittlungen ein. Ein Arzt und ein Apotheker aus Buxtehude, die als Sachverständige hinzugezogen wurden, führten eine Obduktion durch. Dabei fanden sie im Körper des Toten Spuren von Arsen. Wegen vieler Todesfälle durch Arsenvergiftungen zu dieser Zeit war mit der Marshschen Probe 1836 ein Verfahren entwickelt worden, um das Gift nachzuweisen.
Anna Marlena Princk wurde wegen gemeinschaftlichen Mordes mit dem Knecht an ihrem Ehemann angeklagt und zum Tode verurteilt. Dass sie für den Tod des Gutsbesitzers ebenfalls verantwortlich war, bestritt sie. In den Akten und Urkunden wird sie als „freche, lügenhafte, verschmitzte und höchst liederliche Person“ beschrieben. Aufgrund ihrer roten Haare wurde sie auch die „Rote Lena“ genannt. Sie war drei Jahre lang im Kellergewölbe des Amtshofes in Harsefeld inhaftiert. Der Knecht starb noch während der Untersuchungshaft.

## Hinrichtung
Am 31. Oktober 1842 wurde die 42-jährige Anna Marlena Princk in Begleitung von Dragonern, singenden Schulkindern und Zuschauern zur Hinrichtungsstätte geführt. Zuvor soll sie den Amtmann des Amtes Harsefeld verflucht haben. Da es keinen Richtplatz in der Umgebung gab, war auf dem Bostels-Berg als markanter Anhöhe an der Straße nach Stade ein Erdhügel von 1,2 Meter Höhe und einem Durchmesser von 10 Metern aufgeschüttet worden. Er wurde auch als Marlenenbarch (niederdeutsch: Marlenenberg) bezeichnet. Vor dem Scharfrichter wie auch schon vor Gericht widerrief Anna Marlena Princk ihr Geständnis und leugnete die Tat. Die öffentliche Hinrichtung erfolgte mit dem Richtschwert durch Enthaupten auf dem Richtstuhl. Etwa 3000 Menschen sollen dem Ereignis beigewohnt haben. Laut einem Zeitzeugenbericht wurde die Hingerichtete neben der Richtstätte begraben. Einige Jahre nach der Hinrichtung wurde der Erdhügel in der Heidelandschaft eingeebnet, um die Fläche als Ackerland nutzen zu können. Danach geriet die Richtstätte in Vergessenheit.

## Wiederentdeckung
Eine grobe Lokalisierung der Richtstätte gelang Archäologen 2006 anhand von Vermessungsunterlagen aus dem 19. Jahrhundert. Durch Begehungen konnten sie den Standort näher eingrenzen. Da die Stelle durch landwirtschaftliche Nutzung und aufgrund ihrer Hanglage durch Erosion gefährdet war, führte die Kreisarchäologie Stade 2020 eine Ausgrabung durch. Das Grab der Hingerichteten fand sich einen halben Meter unter der Erdoberfläche. Ihre sterblichen Überreste waren in einem Sarg beigesetzt worden, in dem der abgetrennte Schädel am Fußende lag. Auf dem Sarg befand sich eine doppelte Steinlage. Am Fußende des Sarges war auf dem Sargdeckel ein Findling mit einem Durchmesser von einem halben Meter abgelegt worden.
Bei der Ausgrabung waren Nachfahren der Hingerichteten anwesend. Ein Nachfahre mit dem Nachnamen Prink lebte 2013 im nahegelegenen Horneburg.

## Untersuchungen und Bewertung

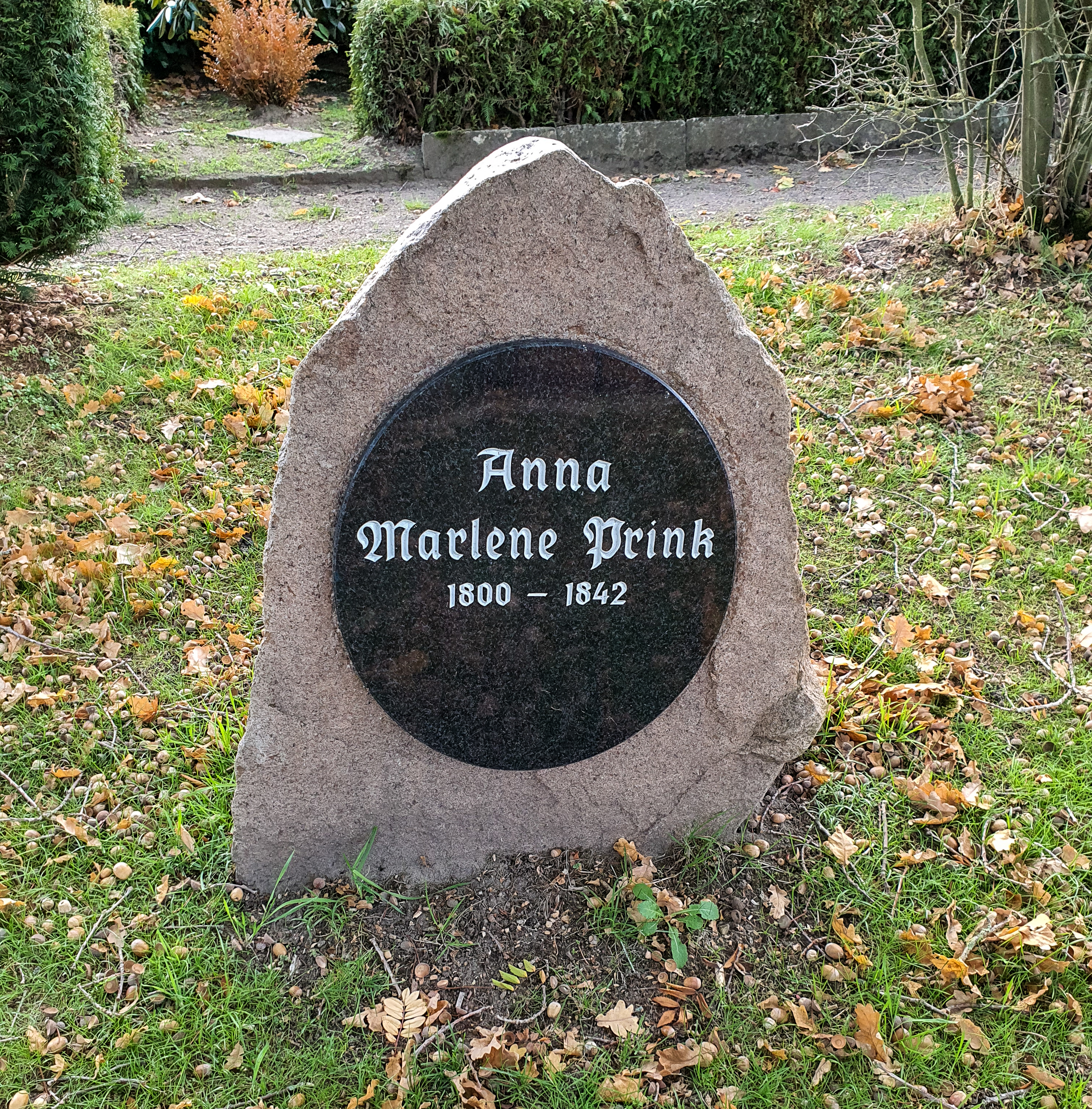
Grabstein von Anna Marlene Prink auf dem Friedhof Harsefeld

Untersuchungen an den Knochenresten durch die Anthropologin Bettina Jungklaus ergaben, dass sich an ihnen Spuren einer entbehrungsreichen Kindheit und die Folgen der harten Haftbedingungen niedergeschlagen hatten. Im linken Unterkiefer waren alle Backenzähne ausgeschlagen, was wahrscheinlich kurz vor oder während der Hinrichtung geschehen war. Nach den Untersuchungen wurden die sterblichen Überreste von Anna Marlene Princk am 3. September 2021 auf dem Oberen Friedhof in Harsefeld wiederbestattet, wobei ein Pastor eine Trauerrede hielt. Am Grab wurde ein Grabstein aufgestellt.
Als Grund für die Beschwerung des Sarges mit Steinen vermuten die Forscher die vielfach überlieferte Furcht vor Wiedergängern. Der Aberglaube betraf auch Galgenäcker, weil die nicht in geweihter Erde auf einem Friedhof bestatteten Toten angeblich keinen Frieden finden konnten. Ähnliche Hinweise auf Bannmaßnahmen gegen vermeintliche Untote wurden bei den Ausgrabungen von Bestattungen Untoter im Kloster Harsefeld festgestellt.

## Rezeption
Der Fall der „Roten Lena“ wurde in der Folge Strafe muss sein. Wofür wir wie büßen müssen vom 22. November 2020 und in der Folge Mörderische Frauen. Rätselhafte Fälle der Geschichte vom 31. Oktober 2021 in der Reihe ZDF-History ausgestrahlt. Eine weitere Erwähnung fand der Fall in einer Folge von Mythos – Die größten Rätsel der Geschichte zum Thema Vampire, die am 1. November 2021 auf ZDFinfo gezeigt wurde.